# Skid Row (ír együttes)
A Skid Row ír blues-rock és pszichedelikus rock zenekar volt. 1967-ben alakultak Dublinban, és kisebb-nagyobb megszakításokkal 2012-ig működtek.

## Története
Shiels és Cheevers már több együttesben is együtt zenélt a Skid Row alapítása előtt.
A banda első fellépése 1967 szeptemberében volt a dublini Lower Abbey Street egyik alagsori klubjában. Cheevers 1968 szeptemberében otthagyta a zenekart, hogy továbbra is az elektromos iparban dolgozzon.
Távozása előtt egy megfelelően képzett gitáros után kutatva találta meg Gary Moore-t. Moore és Cheevers is a zenekarban játszottak egy rövid „átadási” időszak erejéig. Robbie Brennan ideiglenesen az eredeti dobost, Bridgemant váltotta 1969 júniusáig, Cheeverst pedig a 16 éves Gary Moore váltotta 1968 közepén, és a banda egy kislemezt vett fel "New Places, Old Faces" / "Misdemeanour Dream Felicity" címmel.
Még abban az évben Shiels kirakta Lynottot a felállásból, és a Skid Row-t power trióvá alakította, illetve átvette az énekes szerepet. Kompenzációként Shiels adott neki egy basszusgitárt, amelyet az egykori zenésztől, Robert Ballaghtól vásárolt 49 fontért 1967-ben.  Az Uptown Band-nél megtanította Lynottot basszusgitározni, aki később megalapította a Thin Lizzyt.
A zenekar felvette a második kislemezt  "Saturday Morning Man" / "Mervyn Aldridge" címmel. Ezt a két kislemez három koncertfelvétellel kiegészítve Live címen jelent meg 2006 áprilisában. 2006 végén számos Skid Row demót fedeztek fel Phil Lynott közreműködésével.
A Skid Row kifejezés a szlengben a külváros lepusztult, munkások által lakott területét jelenti.

## Tagok
- Brendan "Brush" Shiels – basszusgitár, ének (1967–1972, 1973–1976, 2012)
- Noel "Nollaig" Bridgeman – dob (1967, 1969–1972, 1975–1976)
- Bernard "Bernie" Cheevers – gitár (1967)
- Phil Lynott – ének (1967–1968)
- Gary Moore – gitár, ének (1968–1971)
- Robbie Brennan – dob (1968)
- Eric Bell – gitár (1971)
- Paul Chapman – gitár (1971–1972)
- Eamonn Gibney – ének (1973–1974)
- Ed Deane – gitár (1973–1974)
- John Wilson – dob (1973)
- Kevin McAlea – billentyűk (1973–1974)
- Johann Braddy – basszusgitár (1975–1976)
- Paddy Freeney – dob (1974–1975)
- Timmy Creedon – dob (1975)
- Dave Gaynor – dob (1976)
- Jimi Slevin – gitár (1975)
- Pat O'Farrell – gitár (1976)
- Jody Polland – gitár (1976)

Örökség:
John Brady 1993. február 15-én autóbalesetben halt meg, Phil Lynott 1986 januárjában vérmérgezésben, Gary Moore 2011 februárjában szívinfarktusban, Noel Bridgeman pedig 2021 márciusában halt meg.
A Skid Row kevés kereskedelmi sikert aratott Írországon kívül. az Egyesült Királyságban, bár a Skid Row elérte a 30. helyet az Egyesült Királyság albumlistáján. Felvett anyagukból több is megjelent 1990 és 2006 között.
Bridgeman stúdiómunkát végzett a Clannaddal, a The Waterboysszal és az Altannal. A 80-as évek végén és az 1990-es évek elején tagja volt Mary Black ír folkénekes bandájának.
Brush Shiels visszatért Skid Row örökségéhez, és 2009 júniusában ismét kiadta a Mad Dog Woman-t (eredeti néven Skid Row Revisited) – új anyagokat és Skid Row dalok újrafelvételeit tartalmazó albumot – a honlapján,  az eredeti Skid Row   név használatával.
2012 januárjában Shiels nyilvános kérést intézett Jon Bon Jovihoz a YouTube-on keresztül, hogy vegye fel vele a kapcsolatot a „Skid Row” név használatával kapcsolatban. Ez azzal függött össze, hogy Shiels nemrégiben visszaszerezte az eredeti Skid Row-val rögzített saját dalainak jogait.
Shiels időnként még mindig fellép Brush Shiels' Skid Row néven. 

### Albumok
- Skid Row (CBS, May 1970) – a.k.a. Dublin Gas Comy. (text on cover photo)
- Skid (CBS, November 1970) – Reached No.30 in the UK Album Chart
- 34 Hours (CBS, 1971)
- Alive and Kicking (Release Records, June 1976)
- Skid Row (Essential Records, 1990) – a.k.a. Gary Moore/Brush Shiels/Noel Bridgeman (artist credited on cover & spine), this is the Gary Moore version of the unreleased third album, recorded late 1971.
- Live and on Song (Hux, 2006) – Compilation: includes both sides of Skid Row's first two singles on the 'Song' label recorded 1969, plus a BBC 'In Concert' recording from 1971
- Bon Jovi Never Rang Me (Bruised Records, 2012)

### Kislemezek
- "New Places, Old Faces" / "Misdemeanour Dream Felicity" (Song, 1969)
- "Saturday Morning Man" / "Mervyn Aldridge" (Song, 1969)
- "Sandy's Gone (Part 1)" / "Sandy's Gone (Part 2)" (CBS, April 1970)
- "Night of the Warm Witch" / "Mr. De-Luxe" (CBS, April 1971)
- "Living One Day at a Time" / "Girl from Dublin City" (CBS, February 1972)
- "Dublin City Girls" / "Slow Down" (Hawk, 1973)
- "The Spanish Lady" / "Elvira" (Dude Records, 1975)
- "Coming Home Again" / "Fight Your Heart Out" (1976)
- "House of the Rising Sun" / "Buckfast Tonic" / "Let It Roll" (1981)
- "Mr. Diablo" / "Bring Them Back Alive" (Bruised Records, 1987)
- "Comin' Home Again" / "Flight of Earls" (Bruised Records, 1990)